# D-Ornitina 4,5-aminomutasa
La D-ornitina 4,5-aminomutasa (EC 5.4.3.5) es una enzima que cataliza la siguiente reacción química:

Estructura química.

Por lo tanto esta enzima tiene dos sustratos, la D-ornitina, y un producto, el (2R,4S)-2,4-diaminopentanoato. La enzima pertenece a la familia de las isomerasas, específicamente a las transferasas intramoleculares que transfieren grupos amina. El nombre sistemático de esta clase de enzimas es D-ornitina 4,5-aminomutasa, otros nombres con los que se la conoce son D-alfa-ornitina 5,4-aminomutasa y D-orinitina aminomutasa.
Esta enzima participa en el metabolismo de la D-arginina y la D-ornitina. La enzima hace uso de 3 cofactores: piridoxal fosfato, cobamida y ditiotreitol.